# Ulubey (district, Ordu)
Ulubey is een Turks district in de provincie Ordu en telt 20.235 inwoners (2007). Het district heeft een oppervlakte van 303,7 km². Hoofdplaats is Ulubey.
De bevolkingsontwikkeling van het district is weergegeven in onderstaande tabel.
| 1997   | 2000   | 2007   |
| ------ | ------ | ------ |
| 32.735 | 29.227 | 20.235 |